# Namaquasångare
Namaquasångare (Phragmacia substriata) är en fågel i familjen cistikolor inom ordningen tättingar.

## Utseende och läte
Namaquasångaren är en prinialiknande tätting, med rostbrunt på hjässa och rygg, vitaktig strupe och ljust gråaktigt ansikte. Karakteristiskt är den långa, kiformade stjärten och det fint streckade bröstet. Karrooprinian har kortare och spretigare stjärt, mattare gråbrun ovansida och tydliga fläckar på undersidan med streckning som kan nå strupen. Sången består av ett vasst "tsit" som snabbt följs av en mjukare accelererande serie, "tsit-trrrrrrrrrrrrr".

## Utbredning och systematik
Namaquasångaren delas upp i två underarter med följande utbredning:
- Phragmacia substriata confinis – förekommer i södra Namibia och nordvästra Sydafrika utmed nedre Oranjefloden i Norra Kapprovinsen
- Phragmacia substriata substriata – förekommer i västra och centrala Sydafrika (österut till Fristatsprovinsen och Östra Kapprovinsen

### Släktestillhörighet
Namaquasångare placeras som ensam art i släktet Phragmacia. Tidigare placerades den tillsammans med prioniorna i Prinia, men DNA-studier visar att namaquasångaren är närmare släkt med apaliser och eremomelor.

### Familjetillhörighet
Cistikolorna behandlades tidigare som en del av den stora familjen sångare (Sylviidae). Genetiska studier har dock visat att sångarna inte är varandras närmaste släktingar. Istället är de en del av en klad som även omfattar timalior, lärkor, bulbyler, stjärtmesar och svalor. Idag delas därför Sylviidae upp i ett antal familjer, däribland Cisticolidae. 

## Levnadssätt
Namaquasångaren är begränsat till halvtorr karroo där den är specialist i vassbälten och snår av törnträd utmed torra flodbäddar. 

## Status och hot
Arten har ett stort utbredningsområde och tros öka i antal. Internationella naturvårdsunionen IUCN listar den därför som livskraftig (LC).

## Namn
Namaqualand är ett område i Sydafrika och Namibia, mestadels bestående av öken.